# Muhammadu Buhari
Muhammadu Buhari (Daura, 17 december 1942 – Londen, 13 juli 2025) was een Nigeriaanse politicus en een gepensioneerd generaal-majoor in het Nigeriaanse leger. Hij was tweemaal president van Nigeria: tussen 1983 en 1985 en tussen 2015 en 2023. Op 31 december 1983 kwam hij aan de macht via een militaire staatsgreep, terwijl hij in 2015 en 2019 verkozen werd via democratische presidentsverkiezingen.
Buhari is afkomstig uit Daura in Katsina State; hij is van Fulani-afkomst.

## Militaire loopbaan
Buhari trad in 1962 toe tot de Nigeriaanse strijdkrachten en was onder meer actief tijdens de Biafraoorlog. Tussen 1974 en 1975 was hij gouverneur van de staat Northeast, waarna hij diverse posten bekleedde in de militaire regering van Olusegun Obasanjo. Eind 1983 was hij een van de leiders van de militaire staatsgreep waarbij de democratisch gekozen president Shehu Shagari werd afgezet. Buhari greep de macht en was tot 27 augustus 1985 het staatshoofd van Nigeria. Op die datum werd zijn bewind door generaal Ibrahim Babangida omvergeworpen. Vervolgens zat Buhari tot eind 1988 in detentie in buurland Benin.

## Verkiezingen
In 2003 en 2007 deed Buhari namens de All Nigeria People's Party (ANPP) mee aan de Nigeriaanse presidentsverkiezingen. Hij werd beide keren verslagen door de People's Democratic Party: in 2003 verloor hij van de zittende president Olusegun Obasanjo en in 2007 van Umaru Yar'Adua. Bij de verkiezingen van 2011 was Buhari opnieuw presidentskandidaat, maar nu namens het Congress for Progressive Change (CPC). Opnieuw werd hij niet verkozen en ging de overwinning naar de kandidaat van de PDP, Goodluck Jonathan.
In 2013 ging het CPC met verschillende andere partijen op in het All Progressives Congress (APC). Buhari werd voor deze partij naar voren geschoven bij de verkiezingen van 2015 en wist de zittende president Jonathan ruim te verslaan. Op 29 mei 2015 werd hij beëdigd als de nieuwe president van Nigeria. Het was de eerste keer sinds de onafhankelijkheid van Nigeria dat een zittend president de macht vreedzaam overdroeg aan een verkozen lid van de oppositie. Buhari werd in 2019 herkozen voor een tweede ambtstermijn. Conform de grondwet mocht hij zich na twee termijnen echter niet opnieuw verkiesbaar stellen. De verkiezingen van 2023 werden nipt gewonnen door Buhari's partijgenoot Bola Tinubu, waarmee het APC erin slaagde de macht te behouden. Op 29 mei 2023 droeg Buhari het presidentschap over aan Tinubu.
Buhari overleed op 13 juli 2025 op 82-jarige leeftijd.